# Maurice Thorez
Maurice Thorez, francoski politik, * 28. april 1900, Noyelles-Godault, Pas-de-Calais, Francija, † 11. julij 1964, med križarjenjem po Črnem morju.
Thorez je bil sekretar (1930-1936), nato pa do smrti generalni sekretar (1936-1964) Komunistične partije Francije.